# Pohjainen
Pohjainen är en ö i Finland. Den ligger i Bottenhavet och i kommunen Nystad i den ekonomiska regionen  Nystadsregionen i landskapet Egentliga Finland, i den sydvästra delen av landet. Ön ligger omkring 73 kilometer nordväst om Åbo och omkring 220 kilometer väster om Helsingfors.
Öns area är 1,28 kvadratkilometer och dess största längd är 2 kilometer i sydöst-nordvästlig riktning. Ön höjer sig omkring 10 meter över havsytan.